# On Axis Recordings
On Axis, är ett skivbolag och konstnärskollektiv med artister som bl.a. Skuggan av Svampen, Trappmusik, Fubbik, Efrik, Sam, Sjukstugan, Progress Evolution, etc.

Kollektivet har sina rötter i hiphop-scenen och startades i Malmö år kring år 2000. De ligger idag bakom ett 50-tal släpp på LP, CD, DVD och kassett. Sedan 2008 återfinns huvudkontoret i Stockholm och de kulturella och kreativa uttrycken som var upprinnelsen har långsamt gått in i en rörelse som omfattar mycket mer än den ursprungliga idén till kollektivet.

## Artister
- clusterboy
- Efrik
- Fubbik
- Kung Groda
- PBEL
- Progress Evolution
- Sam
- Séamus
- Skuggan av Svampen
- Stanza Maze
- studiokanin
- Trappmusik
- Sjukstugan
- OP
- Östblockarn

## Diskografi i urval
- Kung Groda - Knaster (2013)
- Skuggan Av Svampen - Vesuvion (2013)
- Kung Groda - Max Avasoo hjärta kassettband (2013)
- Skuggan Av Svampen - Stackars Dig (2013)
- Sam - I Did It, Man - Critza Remix (2013)
- Progress Evolution - Dynamics (2013) (Singel)
- clusterboy - Retro Perspective (2006/2013)
- Progress Evolution - This is it (2013)
- studiokanin - hschband (2012)
- Solar Stormz - Anthem (2012)
- Progress & Hanzo - C9 Netplay (2012)
- Sam - I did it, Man (2012)
- Studiokanin - Blå kodad kassett (2012)
- Efrik, Progress & Chukk Rukkuz - This One (2012)
- Trappmusik - Slö & Slängd (2012)
- Fubbik - Cirkus Sorgenfri (2012)
- Progress Evolution - The Wake Up Netplay (2012)
- studiokanin - Mixtape (2011)
- Sam - White Boy Dance (2011)
- Kanin's skeva - Fubbik (2011)
- Sam - I'm only in it for the ... (2011)
- Studiokanin - Var är Studiokanin EP (2010)
- Stanza Maze - Download This (2010)
- Fubbik - Gro (2010)
- Bad Weather Protest - Efrik (2009)
- Fubbik - Studiokanin (2009)
- Skuggan av Svampen - Sveriges hoppsan (2006)
- PBEL - Intermezzo-4.1 (2006)
- Efrik - 76 month (WeSc Calendar Movie) (2006)
- WESC Calendar Movie (2006)
- Deos Call (2005)
- The Battle 2005 - (Efrik) (2005)
- Fubbik - Fancy Pants EP (2005)
- Séamus - TheCalmOne (2005)
- The Battle 2004 - (Efrik) (2004)
- Fubbik & TheCalmOne Ft Emma & Besh 1 - mixtape Confessions (2004)
- Efrik - Showdown (2004)
- Flavour (2004)
- The Battle 2003 - (Efrik) (2003)
- Stanza Maze - The Craft EP (2003)
- Efrik - Summit of the human equation (2003)
- Fubbik & Efrik - T-shirt (2000)